# Rio (シンガーソングライター)
Rio（リオ、1977年2月26日 - ）は、日本の男性シンガーソングライター。大阪府出身。

## 人物
2005年4月20日にアルバム『Lullabye』でデビュー。
ジャズやブルース、ルーツミュージックを基盤に、独特の嗄れヴォイスが特徴のアーティスト。
デビュー後、数多のライブを経て、同年秋にシングルカットされた『R”43』が、bayfmでパワープレイにピックアップされ、近藤房之助、スターダストレビューの根本要との共演を実現する。
2006年にはフジロックフェスティバルに出演。その後リリースされた2枚目のシングル『娼婦は眠らない』は、プロモーションビデオに現役の娼婦を登場させた事で話題になり、スカイパーフェクTV!等で大きく取り上げられる。同年2枚目のアルバム『空き地がなくなっちゃった』、詩集『空き地がなくなっちゃった』を同時に発表。詩集表紙の挿絵は『ごんぎつね』『手袋を買いに』の黒井健の作である。
2012年、5枚目のアルバム『ガラクタ』をリリース。
2013年、作詞家・荒木とよひさに楽曲提供し、「東京タワーが雨に泣いている」がシングルカットされる。『NHK歌謡コンサート ～作詞家 荒木とよひさの世界～』に出演。
2014年、全国ライヴと共にソングライターとして楽曲提供する。
2015年、5枚目のシングル『Joker』をリリース。
2016年、映画『CONFLICT 〜最大の抗争〜』の主題歌として「ホタル」、挿入歌に「さらば」が使われる。
2017年、作詞家・売野雅勇の作詞活動35周年記念アルバム『真夏のイノセンス』に「2億4千万の瞳」で参加。6枚目アルバム『SHOWER』をリリース。
2018年、新レギュラー番組『Rioの"今夜のラストオーダー"』(エフエム愛知)がスタート。
2019年、俳優・小沢仁志主演オリジナルビデオ『日本極道戦争』の主題歌として「歌舞伎者」、また的場浩司主演オリジナルビデオ『CONFLICT 〜最大の抗争〜 外伝 織田征仁』の主題歌として「ホタル」が使われる。

## 作品

### シングル
- R”43（2005年11月21日）-bayfm78、midnight powerplay 推薦曲。
- 娼婦は眠らない（2006年3月21日）
- ホタル（2008年11月26日）-UHB北海道文化放送、のりゆきのトークDE北海道、エンディング曲。bayfmパワープレイ。十勝ばんえい競馬のCM曲。
- 路上（2011年）コンサート限定-YAMAHA発電機のCM曲
- Joker（2015年5月31日

### アルバム
- Lullabye（2005年4月20日）
- 空き地がなくなっちゃった（2006年7月21日）-MBCラジオで月間パワープレイ。
- TAXI（2007年11月28日）
- HOTARU（2009年12月2日）
- ガラクタ（2012年11月18日）
- SHOWER（2017年12月3日）
- 旅路の途中（2022年9月2日）
- zero（2023年9月6日）
- 新世界（2025年2月5日）

### タイアップ
- 『ホタル』 -CM  ばんえい競馬（2009年）
- 『HOME』 -CM  リケン「ノンオイルドレッシング　（2010年）
- 『STAY』 -NHK  プレミアム8「伝統芸能の若き獅子たち」/（2010年）
- 『空飛ぶポストマン』 -CM  興和「キャベジンコーワ」/（2011年）

### 楽曲提供
- 荒木とよひさ
  - 東京タワーが雨に泣いている（2013年6月19日）全作曲：Rio・作詞：荒木とよひさ
    - 『東京タワーが雨に泣いている』
    - 『ラストオーダー ～もう一杯だけの人生～』
    - 『ガキどもよ墓場で遊べ』
- 和田アキ子
  - 人生はこれから（2010年10月20日）
    - 『素直じゃないね』作詞・作曲：Rio 編曲：林有三

  - すばらしき人よ（2014年12月3日）
    - 『孤独なひまわり』作曲：Rio・作詞：田久保真見
- 佐伯佑佳
  - HappySunday ~君と私と時々幸せ~（2010年8月25日）
    - 『レオン』作曲：Rio 作詞：佐伯佑佳 編曲：林有三
- 半海一晃
  - STAY〜ずっとこのまま〜（2004年 新宿 シアタートップス）全作曲・編曲：Rio 作詞：半海一晃
    - 『All day All night』
    - 『Bed side Blues』
    - 『お散歩が大好き』
    - 『グッタイミング、OK!』
    - 『サボイホテルでミッドナイトネオン』
- 松本庵路
  - KAMACHOP カマチョップ（2008年 下北沢トリウッド）
    - 『Lullabye』作詞・作曲：Rio 編曲：元道俊哉
- 草薙良一
  - おばこ旅館（2004年 池袋 東京芸術劇場）
    - 『あぁ、角館』作曲・編曲：Rio　作詞：草薙良一
- 藤本寛
  - リターン・リターン〜ふりだしに戻る〜（2000年 下北沢 OFF・OFFシアター）全作曲・編曲：Rio
    - 『土砂降りのスライド』
    - 『窓から西陽』
    - 『探検Rag』
    - 『異国の出来事』
    - 『酒場』
    - 『キレちまった』
    - 『おんまぁの独り言』

  - VERT（2002年 喜多見SHYU）全作詞・作曲・編曲：Rio
    - 『月明かりに乾杯』
    - 『月光』
- 火野正平
  - 『あかんたれ』（2023年3月1日）作詞・作曲：Rio 編曲：吉野ユウヤ

## ラジオ番組（放送終了を含む）
- 『Rioの"街路の灯り"』-（ラジオ大阪）
- 『Rioの"サウンド・カーニヴァル"』-（FM COCOLO）
- 『Rioの"伝説の空き地"』-（東海ラジオ）
- 『Rioの"ホタル☆カリフォルニア"』-（BAYFM）
- 『Rioの"街路の灯り"』-（BAYFM）
- 『Rioの"嘘つくばカリ"』-（ラヂオつくば）
- 『Rioの"今夜のラストオーダー"』-（エフエム愛知）

## 著書

### 詩集
- 空き地がなくなっちゃった（2006年7月10日、愛育社）